# Krakonoš (pivo)
Krakonoš je značka piva vyráběného od roku 1582 v Trutnově v pivovaru Trutnov.
Název piva je odvozen od místního bájného strážce hor Krakonoše. Pivo Krakonoš se vyznačuje typicky hořkou chutí a sytou a trvalou pěnou.

## Druhy piva značky Krakonoš
- Výčepní pivo světlé 10°, obsah alkoholu 3,9 %
- Výčepní pivo tmavé 10°, obsah alkoholu 3,9 %
- Světlý ležák 11°, obsah alkoholu 4,3 %
- Světlý ležák 12°, obsah alkoholu 5,1 %
- Velikonoční silné pivo 14, obsah alkoholu 5,8 %
- Vánoční silné pivo 14, obsah alkoholu 5,8 %